# Паферов, Олег Сергеевич
Олег Сергеевич Па́феров (бел. Алег Сяргеевіч Па́фераў; род. 2 августа 1949, Ленгер, Южно-Казахстанская область) — белорусский государственный, военный и дипломатический деятель. Генерал-лейтенант.

## Биография
Родился 2 августа 1949 года в г. Ленгере Южно-Казахстанской области Казахской ССР. По национальности белорус.
В 1969 году с отличием окончил Горьковское зенитно-ракетное училище ПВО, а в 1977 с отличием окончил Военную инженерную радиотехническую академию противовоздушной обороны. В 1999 году окончил Военную академию Генерального штаба Вооруженных Сил Российской Федерации.
Кандидат военных наук.
С 1966 по 2006 год проходил службу в Вооруженных силах СССР и Республики Беларусь на различных командных и инженерных должностях. С 2001 года по 2006 год являлся командующим Военно-воздушными силами и войсками противовоздушной обороны Вооружённых сил Республики Беларусь. Позже уволен из армии по возрасту.
В 2007 году назначен уполномоченным по ведению переговоров по проекту соглашений о сотрудничестве в интересах создания единой системы ПВО и системы радиоэлектронной борьбы Венесуэлы, а также о пребывании на её территории белорусских военных. После заключения договоров, в период с 2008 по 2013, являлся руководителем группы белорусских военных советников при Вооружённых силах Венесуэлы.
Одновременно в 2006—2011 годах являлся заместителем председателя Государственного военно-промышленного комитета Республики Беларусь. Далее по 2012 год был главным экспертом по внешнеэкономическим вопросам ЗАО «Белтехэкспорт».
31 июля 2012 года назначен Чрезвычайным и Полномочным послом Республики Беларусь в Боливарианской Республике Венесуэла. 23 января 2013 года аккредитован по совместительству в Эквадоре, а 31 мая — в Боливии. Имеет дипломатический ранг Чрезвычайного и Полномочного посла. Занимал должность посла в Эквадоре по совместительству до 2014 года, должности посла в Венесуэле и по совместительству в Боливии — до 2020 года.

## Личная жизнь
Женат, имеет двоих детей.

## Награды
Награждён орденами: Красной Звезды, «За службу Родине» (Белоруссия) III степени, Почёта (Белоруссия) и 20-ю медалями.
В 2020 году награждён орденом Франсиско Миранды I степени Боливарианской Республики Венесуэла.